# Ярославское (Свердловская область)
Яросла́вское — село в Алапаевском районе Свердловской области России, входящее в муниципальное образование Алапаевское. Является частью Костинского территориального управления.

## Географическое положение
Село Ярославское расположено на левом берегу реки Реж, в 25 километрах на юго-восток от города Алапаевска (по автомобильной дороге в 35 километрах). Село расположено на равнине, окружённой невысокими холмами. Климат не вполне благоприятен для здоровья, так как посреди села находится несколько небольших болот.

## История
Название получило от первых поселенцев по месту их происхождения. В начале XX века сельчане, русские крестьяне занимались хлебопашеством..

## Петро-Павловская церковь
Каменная церковь была построена в 1863 году на средства прихожан и освящена в 1863 году. Затем старанием прихожан храм был расширен и обновлён, а именно: колокольня сломана и превращена в трапезную, а вместо неё построена новая колокольня. Для размещения причта существовали два церковных дома. Церковь была закрыта в 1930 году. Здание стояло разрушенным, а колокольня была снесена. В 2018 году силами прихожан начато восстановление. Расчищен западный вход в храм, частично восстановлена кирпичная кладка и установлены окна. В ближайшее время будет установлен купол, в храме регулярно проводится служба.

## Население
| 2002 | 2010 |
| ---- | ---- |
| 258  | ↘241 |